# Cressonsacq
Cressonsacq è un comune francese di 437 abitanti situato nel dipartimento dell'Oise della regione dell'Alta Francia.

## Storia
L'11 giugno 1940, durante la campagna di Francia, i nazisti della 15ª compagnia del Panzergrenadier-Division Großdeutschland giustiziarono nel bosco d'Eraine, nel comune di Cressonsacq, la totalità dei soldati d'origine africana della 4ª divisione di fanteria e del 24º reggimento tirailleurs sénégalais dell'esercito francese. Complessivamente furono uccisi 64 uomini.

## Società

### Evoluzione demografica
Abitanti censiti